# Саймон Кінберг
Саймон Девід Кінберг (англ. Simon David Kinberg, нар. 2 серпня 1973, Лондон) — британсько-американський сценарист, кінопродюсер і телевізійний продюсер. Найбільш відомий за роботу над фільмами франшизи «Люди Ікс», також є автором сценаріїв таких фільмів, як «Містер і місіс Сміт» і «Шерлок Холмс». У квітні 2010 року продюсерська компанія Кінберга «Kinberg Genre» уклала угоду з «20th Century Fox». 7 червня 2019 року вийшов у прокат його режисерський дебют — «Люди Ікс: Темний Фенікс».

## Фільмографія

### Кінофільми
| Рік  | Назва                                     | Зазначений як | Зазначений як | Зазначений як | Прим.                         |
| Рік  | Назва                                     | Режисер       | Сценарист     | Продюсер      | Прим.                         |
| ---- | ----------------------------------------- | ------------- | ------------- | ------------- | ----------------------------- |
| 2005 | Три ікси 2: Новий рівень                  | Ні            | Так           | Ні            |                               |
| 2005 | Містер і місіс Сміт                       | Ні            | Так           | Ні            | Роль: Інвестиційний банкір #1 |
| 2006 | Люди Ікс: Остання битва                   | Ні            | Так           | Ні            |                               |
| 2008 | Телепорт                                  | Ні            | Так           | Так           |                               |
| 2009 | Шерлок Холмс                              | Ні            | Так           | Ні            |                               |
| 2012 | Отже, війна                               | Ні            | Так           | Так           |                               |
| 2012 | Президент Лінкольн: Мисливець на вампірів | Ні            | Так           | Виконавчий    |                               |
| 2013 | Елізіум                                   | Ні            | Ні            | Так           |                               |
| 2014 | Люди Ікс: Дні минулого майбутнього        | Ні            | Так           | Так           |                               |
| 2014 | Фейкові копи                              | Ні            | Ні            | Так           |                               |
| 2015 | Фантастична четвірка                      | Ні            | Так           | Так           |                               |
| 2015 | Попелюшка                                 | Ні            | Ні            | Так           |                               |
| 2015 | Робот Чаппі                               | Ні            | Ні            | Так           |                               |
| 2015 | Марсіянин                                 | Ні            | Ні            | Так           |                               |
| 2015 | Зоряні війни: Пробудження Сили            | Ні            | Ні            | Ні            | креативний консультант        |
| 2016 | Дедпул                                    | Ні            | Ні            | Так           |                               |
| 2016 | Люди Ікс: Апокаліпсис                     | Ні            | Так           | Так           |                               |
| 2017 | Лоґан: Росомаха                           | Ні            | Ні            | Так           |                               |
| 2017 | Вбивство у «Східному експресі»            | Ні            | Ні            | Так           |                               |
| 2018 | Дедпул 2                                  | Ні            | Ні            | Так           |                               |
| 2019 | Люди Ікс: Темний Фенікс                   | Так           | Так           | Так           | Режисерський дебют            |
| 2020 | Нові мутанти                              | Ні            | Ні            | Так           |                               |
| 2022 | 355                                       | Так           | Так           | Так           |                               |
| 2022 | Смерть на Нілі                            | Ні            | Ні            | Так           |                               |
| 2023 | Привиди у Венеції                         | Ні            | Ні            | Так           |                               |
| 2024 | Зліт                                      | Ні            | Ні            | Так           |                               |
| 2024 | Дедпул і Росомаха                         | Ні            | Ні            | Виконавчий    |                               |
| 2025 | Людина, що біжить                         | Ні            | Ні            | Так           |                               |

### Телебачення
| Рік       | Назва                   | Зазначений як | Зазначений як | Зазначений як       | Прим.                                                     |
| Рік       | Назва                   | Режисер       | Сценарист     | Виконавчий продюсер | Прим.                                                     |
| --------- | ----------------------- | ------------- | ------------- | ------------------- | --------------------------------------------------------- |
| 2002      | The Legacy              | Ні            | Так           | Ні                  | телевізійний фільм                                        |
| 2014—2018 | Зоряні війни: Повстанці | Ні            | 6 епізодів    | 71 епізод           | також керівник проєкту                                    |
| 2016—2019 | Останній кандидат       | Ні            | Ні            | 53 епізоди          |                                                           |
| 2017—2019 | Обдаровані              | Ні            | Ні            | 28 епізодів         |                                                           |
| 2017—2019 | Легіон                  | Ні            | Ні            | 27 епізодів         |                                                           |
| 2019—2020 | Сутінкова зона          | 1 епізод      | 1 епізод      | 20 епізодів         | Режисер: "Blurryman" Сценарій: "Nightmare at 30,000 Feet" |
| 2021      | Вторгнення              | Ні            | 11 епізодів   | 15 епізодів         |                                                           |
| 2024      | Шуґар                   | Ні            | Ні            | 8 епізодів          |                                                           |